# San Francisco de Coray
San Francisco de Coray è un comune dell'Honduras facente parte del dipartimento di Valle.
Il comune venne istituito nel 1867.